# Lothar Emmerich
Lothar Emmerich (29. november 1941 – 13. august 2003) var en tysk fodboldspiller (angriber) og -træner.
Han var primært tilknyttet Borussia Dortmund i sin fødeby, hvor han spillede ni sæsoner. Her var han med til at vinde både DFB-Pokalen og Pokalvindernes Europa Cup, og blev desuden to gnage Bundesligaens topscorer.
Emmerich spillede desuden fem kampe og scorede to mål for det vesttyske landshold. Han deltog for sit land ved VM i 1966 i England, hvor han spillede i fire af landets seks kampe, blandt andet finalen mod værtsnationen.
Efter sin aktive karriere forsøgte Emmerich sig desuden som træner for flere forskellige klubber.

## Titler
DFB-Pokal
- 1965 med Borussia Dortmund

Pokalvindernes Europa Cup
- 1966 med Borussia Dortmund